# Антверп (Охајо)
Антверп (енгл. Antwerp) град је у америчкој савезној држави Охајо.

## Демографија
По попису из 2010. године број становника је 1.736, што је 4 (-0,2%) становника мање него 2000. године.
| Група             | 2000.         | 2010.         |
| Белци             | 1.676 (96,3%) | 1.632 (94,0%) |
| Афроамериканци    | 6 (0,3%)      | 12 (0,7%)     |
| Азијати           | 0 (0,0%)      | 1 (0,1%)      |
| Хиспаноамериканци | 38 (2,2%)     | 83 (4,8%)     |
| Укупно            | 1.740         | 1.736         |